# Lista țărilor din Europa în funcție de suprafață

Lista țărilor din Europa în funcție de suprafață este o listă a țărilor europene în funcție de suprafața teritoriului național. Lista include state suverane și teritorii dependente bazate pe standardul ISO 3166-1 al Organizației Internaționale de Standardizare. 
Europa și Asia sunt continente învecinate, dar granița dintre ele nu este clar definită și adesea urmează definiții istorice, politice sau culturale, mai degrabă decât geografice. Anumite țări din Europa, precum Franța, au teritorii situate geografic în afara Europei, dar care sunt totuși considerate părți integrante ale teritoriului național.
Țările transcontinentale continue sunt state cu teritoriu continuu, dintr-o singură bucată sau mai multe, dar imediat adiacente, care se întinde peste o graniță continentală, cel mai frecvent linia care separă Asia de Europa. Prin contrast, țările transcontinentale discontinue sunt acele state care au porțiuni de teritoriu separate între ele fie de un corp de apă, fie de alte țări (cum ar fi în cazul Franței). Majoritatea țărilor transcontinentale discontinue sunt țări cu teritorii dependente precum Regatul Unit cu teritoriile sale de peste mări, dar pot fi țări care au integrat complet fostele teritorii dependente în statele lor centrale, cum ar fi Franța cu regiunile sale de peste mări.
Țările transcontinentale sunt clasate în funcție de dimensiunea suprafeței părții lor europene, cu excepția Greciei, din cauza granițelor nedefinite clar ale insulelor sale între Europa și Asia. Suprafața apelor interioare este inclusă în valoarea totală a suprafeței teritoriului respectiv.
Rusia este cea mai mare țară din Europa și din lume, chiar și după excluderea părții sale asiatice, iar Vatican este cea mai mică țară europeană.
Sortarea este în ordine descrescătoare a suprafețelor teritoriului național din fiecare țară europeană.
|      | Țară/Teritoriu                      | Pondere din total | Suprafață  | Note   |
| %    | Țară/Teritoriu                      | km2               |            | Note   |
|      |                                     |                   |            |        |
| ---- | ----------------------------------- | ----------------- | ---------- | ------ |
|      | TOTAL                               | 100%              | 10.014.000 |        |
| C 1  | Rusia                               | 39,5%             | 3.952.550  | [ a ]  |
| 2    | Ucraina                             | 6,0%              | 603.549    | [ b ]  |
| T 3  | Franța                              | 5,4%              | 543.941    | [ c ]  |
| T 4  | Spania                              | 5,0%              | 498.485    | [ d ]  |
| 5    | Suedia                              | 4,4%              | 438.574    |        |
| 6    | Germania                            | 3,6%              | 357.581    |        |
| 7    | Finlanda                            | 3,4%              | 336.884    | [ e ]  |
| 8    | Norvegia                            | 3,2%              | 323.772    | [ f ]  |
| 9    | Polonia                             | 3,1%              | 312.679    |        |
| T 10 | Italia                              | 3,0%              | 301.958    | [ g ]  |
| 11   | Regatul Unit                        | 2,4%              | 244.381    | [ h ]  |
| 12   | România                             | 2,4%              | 238.298    |        |
| 13   | Belarus                             | 2,1%              | 207.600    |        |
| C 14 | Kazahstan                           | 1,5%              | 148.000    | [ i ]  |
| T 15 | Grecia                              | 1,3%              | 131.957    | [ j ]  |
| 16   | Bulgaria                            | 1,1%              | 110.372    |        |
| 17   | Islanda                             | 1,0%              | 103.000    |        |
| 18   | Ungaria                             | 0,9%              | 93.025     |        |
| T 19 | Portugalia                          | 0,9%              | 92.230     | [ k ]  |
| 20   | Austria                             | 0,8%              | 83.878     |        |
| 21   | Cehia                               | 0,8%              | 78.871     |        |
| 22   | Serbia                              | 0,8%              | 77.589     | [ l ]  |
| 23   | Irlanda                             | 0,7%              | 69.825     |        |
| 24   | Lituania                            | 0,7%              | 65.286     |        |
| 25   | Letonia                             | 0,6%              | 64.594     |        |
| –    | Svalbard (Norvegia)                 | 0,6%              | 62.045     | [ m ]  |
| 26   | Croația                             | 0,6%              | 56.594     |        |
| 27   | Bosnia și Herțegovina               | 0,5%              | 51.209     |        |
| 28   | Slovacia                            | 0,5%              | 49.035     |        |
| 29   | Estonia                             | 0,5%              | 45.399     |        |
| T 30 | Danemarca                           | 0,4%              | 42.947     | [ n ]  |
| T 31 | Țările de Jos                       | 0,4%              | 41.543     | [ o ]  |
| 32   | Elveția                             | 0,4%              | 41.291     |        |
| 33   | Moldova                             | 0,3%              | 33.847     |        |
| 34   | Belgia                              | 0,3%              | 30.528     |        |
| 35   | Albania                             | 0,3%              | 28.748     |        |
| 36   | Macedonia de Nord                   | 0,3%              | 25.713     |        |
| C 37 | Turcia                              | 0,2%              | 23.757     | [ p ]  |
| 38   | Slovenia                            | 0,2%              | 20.273     |        |
| 39   | Muntenegru                          | 0,1%              | 13.888     |        |
| –    | Kosovo                              | 0,1%              | 10.910     | [ q ]  |
| C 40 | Azerbaidjan                         | 0,07%             | 6.960      | [ r ]  |
| –    | Transnistria (Moldova)              |                   | 4.163      | [ s ]  |
| C 41 | Georgia                             | 0,03%             | 3.040      | [ t ]  |
| 42   | Luxemburg                           | 0,03%             | 2.586      |        |
| –    | Insulele Åland (Finlanda)           | 0,02%             | 1.583      | [ u ]  |
| –    | Insulele Feroe (Danemarca)          | 0,01%             | 1.393      | [ v ]  |
| –    | Insula Man (Regatul Unit)           | 0,006%            | 572        |        |
| 43   | Andorra                             | 0,005%            | 468        |        |
| 44   | Malta                               | 0,003%            | 315        |        |
| 45   | Liechtenstein                       | 0,002%            | 160        |        |
| –    | Jersey (Regatul Unit)               | 0,001%            | 116        |        |
| –    | Guernsey (Regatul Unit)             | 0,001%            | 78         |        |
| 46   | San Marino                          | 0,001%            | 61         |        |
| –    | Gibraltar (Regatul Unit)            | 0%                | 7          | [ w ]  |
| 47   | Monaco                              | 0%                | 2          | [ x ]  |
| 48   | Vatican                             | 0%                | 0,49       | [ y ]  |
| E –  | Abhazia                             |                   | 8.665      | [ z ]  |
| E –  | Osetia de Sud                       |                   | 3.900      | [ aa ] |
| E –  | Akrotiri și Dhekelia (Regatul Unit) | –                 | 254        | [ ab ] |
| E 49 | Armenia                             | –                 | 29.743     | [ ac ] |
| E 50 | Cipru                               | –                 | 9.251      | [ ad ] |
| E –  | Groenlanda (Danemarca)              | –                 | 2.166.086  | [ ae ] |
| E –  | Ciprul de Nord                      | –                 | 3.355      | [ af ] |